# 8113-as mellékút (Magyarország)
A 8113-as számú mellékút egy körülbelül 13 kilométer hosszú mellékút Fejér vármegye és Komárom-Esztergom vármegye határvidékén. A Vértes keleti lábainál fekvő települések számára biztosít közúti kapcsolatokat, emellett régebben a nagyegyházi bányaüzemet is kiszolgálta, ma a helyén működő ipari vállalkozások elérését teszi lehetővé.

## Nyomvonala
A 8126-os útból ágazik ki, annak 31+100-as kilométerszelvényénél, Felcsút és Óbarok határvonalán, alig 400 méterre attól a ponttól, ahol az az út beletorkollik a 811-es főútba. Kezdeti szakaszán észak-északnyugatra halad, párhuzamosan a határvonallal, majd 1,4 kilométer után eléri Felcsút, Óbarok és Újbarok hármashatárát, illetve ez utóbbi település lakott területének délkeleti szélét. Még körülbelül 200 métert halad Ó- és Újbarok határán, majd befordul ez utóbbi falu központjába, nyugat-délnyugati irányba, a Fő utca nevet viselve.
A falu nyugati végét elhagyva, 2,8 kilométer után Szár területére érkezik, annak lakott területét 4,8 kilométer után éri el, a Rákóczi Ferenc utca nevet felvéve. 6,4 kilométer után északkeleti irányba kanyarodik, Dózsa György utca néven, majd nem sokkal ezután kilép a település házai közül. 6,9 kilométer újra észak-északnyugati irányba fordul, és ugyanott kiágazik belőle a 81 310-es számú mellékút délkeleti irányba, Szár megállóhely felé.
7,8 kilométer után átlép Szárliget és egyúttal Komárom-Esztergom vármegye területére, majd nem sokkal arrébb keresztezi az 1-es főutat, amely itt a 41+150-es kilométerszelvényénél jár (a csomópont egyik, alig 40 méteres ága, amely a Tatabánya felől érkező forgalmat vezeti le Szár irányába, önállóan számozódva a 10 829-es számot viseli). A folytatásban az út nagyjából szaknyugati irányt követ, jó darabig párhuzamosan a főúttal, attól enyhén távolodva.
9,8 kilométer után éri el Szárliget lakott területének déli részét, ahol a Petőfi Sándor utca nevet veszi fel, majd felüljárón áthalad a Budapest–Hegyeshalom–Rajka-vasútvonal vágányai felett. Utána a vasúttal közel párhuzamos irányba fordul és annak közelében halad, közel északi irányban. 10,9 kilométer után kiágazik belőle nyugat felé a 13 321-es út, Szárliget vasútállomás felé, 11,3 kilométer után pedig elhagyja a belterületet.
11,6 kilométer után egy rövid szakasz erejéig belép az út Tatabánya területére és ott egyből keresztezi a 8101-es utat, amely itt 30,3 kilométer után tart. 12,1 kilométer megtétele után Bicske nagyegyházi településrészének külterületeit éri el, innentől ott húzódik tovább. A 12+850-es kilométerszelvényénél elhalad az M1-es autópálya alatt – amely pontosan a 48. kilométerénél jár itt –; nem sokkal ezután, a régi nagyegyházi bauxitbánya bejáratánál ér véget.
Teljes hossza, az országos közutak térképes nyilvántartását szolgáló kira.gov.hu adatbázisa szerint 13,207 kilométer.